# Паннонская Хорватия

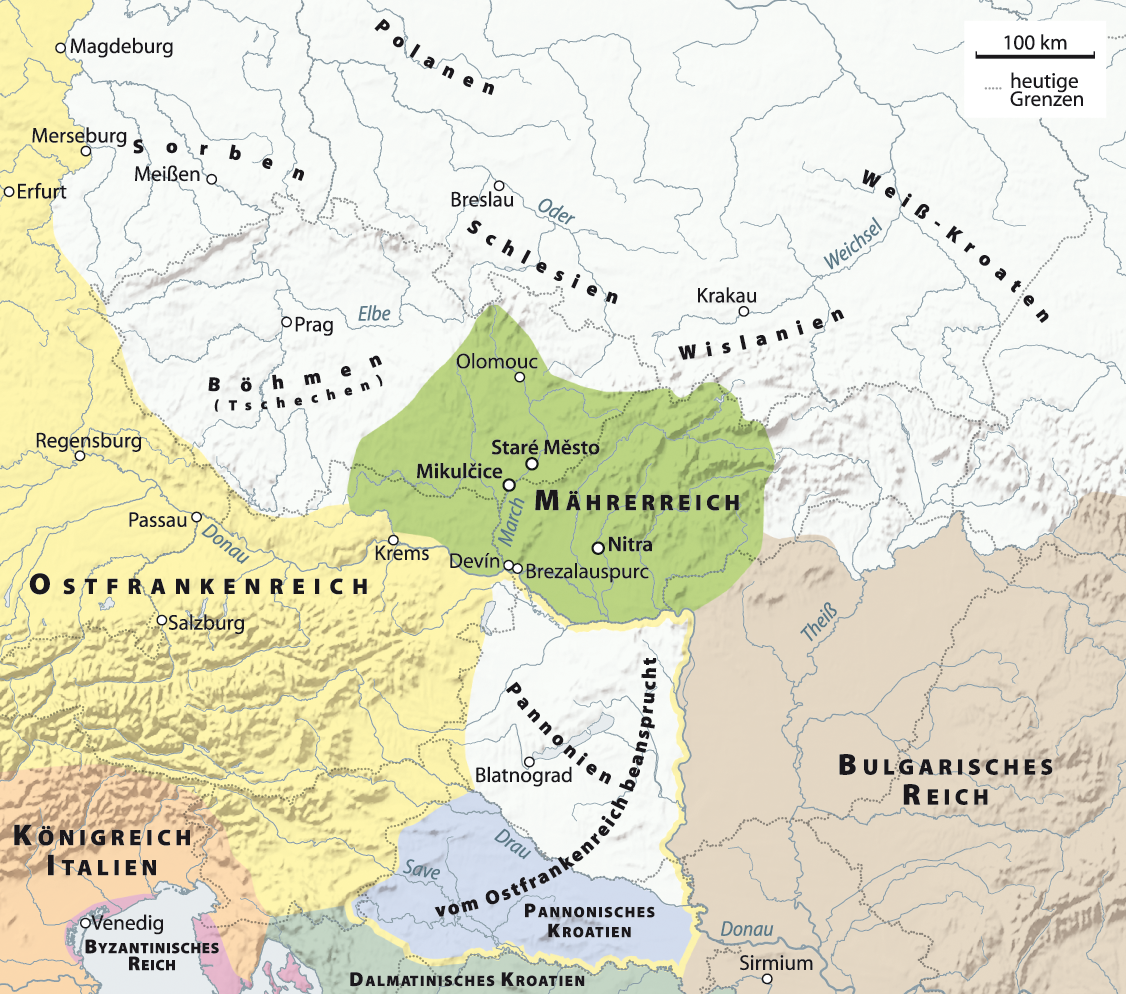
Паннонская Хорватия (Синий)

Паннонская Хорватия (Panonska Hrvatska) — средневековое южнославянское княжество с VIII по X века, расположенное в низменности примерно между реками Драва и Сава в сегодняшней Хорватии, но время от времени также значительно южнее Савы. Её столицей был Сисак. Термин «Паннонская Хорватия» введён историками XIX века, со времён Людевита Посавского глава государства носил титул «dux Pannoniae inferioris» (князь Нижней Паннонии).

## История

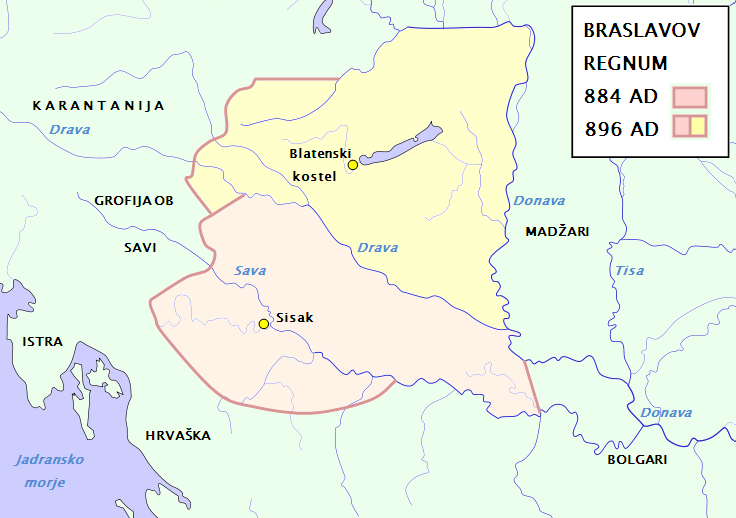
Паннонская Хорватия, 9 в.

При римском императоре Диоклетиане (284—305), Паннония была разделена на 4 провинции, одна из которых была Паннонская Савия (Савия). Её столицей был Сисция (Сисак). Её северная граница была по реке Драва.
Славяне пришли на территорию Савии в конце шестого века, о чем свидетельствуют многочисленные археологические находки. По словам сочинения византийского императора Константина VII Багрянородного «Об управлении империей», во время правления Ираклия I (610—640), хорваты прибыли в Далмацию, основали там княжество, и, вскоре, часть из них пошла на север, основав там другое княжество (Паннонскую Хорватию).
Многие правители княжества неизвестны. Известно, что с 791 по 810 правил Войномир, но информации о нём почти нет. Несмотря на то, что его часто называют князем, в источниках он указан просто как славянин. Под сомнением и правильная форма его имени, так как в франкских источникам он упоминается как Uuonomiro или Uuonomyro. Некоторые считают, что он был правителем не паннонских, а истрийских хорватов. Среди словенских историков популярно мнение о карантанском происхождении Войномира.
В 791 году франкский король Карл Великий начинает поход против авар, а уже в 792 Войномир подчиняется ему и обещает помочь в борьбе. Закончив войны в Саксонии (792-796), франки смогли окончательно переключится на авар и воевали с ним с 796 по 799 год. На их стороне были паннонские хорваты. Когда франко-славянские войска заняли территории современной Венгрии, аварская угроза исчезла.
В начале IX века паннонские хорваты отказываются от языческих традиций и принимают христианство. Об этом свидетельствуют различные археологические находки, особенно захоронения этого периода, в которых по христианской традиции отсутствовали личные вещи усопшего.
В 827 году, болгары вторглись и завоевали Савию и часть территории к северу от Савии. В 829 году они поставили местного князя Ратимира как нового правителя Паннонской Хорватии, но франки утверждали свои права на эти территории, которые по их мнению, принадлежали (с 827) Карантании и таким образом находились под властью графа Радбода, который был главой Аварского и Карантанийского графств с 828 года.
В 838 году Радбод свергнул Ратимира и подчинил Савию Франкской Карантании. Другим известным правителем Савии был Браслав, правивший в 880—898/900, как вассал в Восточно-Франкского королевства.
В X веке, при короле Томиславе I, Паннонская Хорватия была объединена с Приморской Хорватией в Королевство Хорватия.